# Leo Skiri Østigård
Leo Skiri Østigård (Åndalsnes, 28 novembre 1999) è un calciatore norvegese, difensore del Genoa, in prestito dal Rennes, e della nazionale norvegese.

## Caratteristiche tecniche
Difensore centrale dal fisico imponente, risulta abile in marcatura ed è dotato di una notevole elevazione che lo rende dominante nei duelli aerei. Bravo a impostare il gioco dalle retrovie, pecca invece in velocità. Si distingue anche per la personalità con cui scende in campo.

## Carriera

### Club

#### Gli inizi
Cresciuto nelle giovanili del Molde, fa il suo esordio in prima squadra il 4 giugno 2017, subentrando a Sander Svendsen nella sconfitta per 1-0 patita sul campo del Sarpsborg 08. Il 13 marzo 2018, dopo il rinnovo di contratto con il Molde per i successivi tre anni, viene ceduto in prestito al Viking, in 1. divisjon. Debutta con la nuova maglia il 2 aprile successivo, schierato titolare nella vittoria per 0-2 arrivata sul campo del Kongsvinger.

#### Brighton e vari prestiti
L'8 agosto 2018 viene acquistato a titolo definitivo dal Brighton, con cui firma un accordo triennale. Con gli inglesi non scende mai in campo, trascorrendo tutta la stagione tra le file delle giovanili del club.
Il 18 luglio 2019 si trasferisce in prestito annuale al St. Pauli. Esordisce in seconda divisione tedesca il 31 agosto, giocando gli ultimi dieci minuti dell'incontro di campionato pareggiato 3-3 con la Dinamo Dresda. Utilizzato come titolare dall'allenatore Jos Luhukay, conclude la stagione con 29 presenze complessive e una rete, quest'ultima realizzata contro il Wehen Wiesbaden.
Il 27 agosto 2020 viene ceduto nuovamente in prestito, questa volta al Coventry City, in Football League Championship. Il 12 settembre debutta con gli inglesi, giocando da titolare la prima giornata di campionato persa 2-1 contro il Bristol City. Il 5 dicembre, invece, realizza la sua prima rete della stagione ai danni del Rotherham Utd. Seguiranno poi altre due reti, rispettivamente contro Bristol City e Barnsley.
Il 10 agosto 2021 viene ceduto in prestito allo Stoke City, sempre in seconda divisione inglese. Dopo aver totalizzato 15 presenze con i Potters, il 5 gennaio 2022 viene richiamato dal Brighton e ceduto in prestito al Genoa. Esordisce con i rossoblù quattro giorni dopo, nella sconfitta per 0-1 contro lo Spezia in Serie A. Il 13 gennaio trova invece il primo gol italiano, in occasione della partita di Coppa Italia persa in trasferta contro il Milan (3-1).

#### Napoli
Il 18 luglio 2022 viene acquistato a titolo definitivo dal Napoli. Debutta come titolare con i partenopei il 31 agosto seguente, nel match casalingo contro il Lecce, valido per la quarta giornata di campionato e terminato 1-1. Il 26 ottobre, in occasione del suo debutto in UEFA Champions League contro i Rangers, realizza il suo primo gol in azzurro (e nella competizione), siglando la rete del definitivo 3-0 a favore dei partenopei. Il 4 maggio 2023, in virtù del pareggio per 1-1 del Napoli sul campo dell'Udinese, si aggiudica il primo scudetto della sua carriera.
Il successivo 30 settembre segna la sua prima rete nel campionato italiano, aprendo le marcature nella partita della settima giornata di Serie A vinta in casa del Lecce (4-0). Si ripete 4 giorni più tardi aprendo le marcature nella sfida di Champions League contro il Real Madrid, nonostante la sconfitta finale dei partenopei per 2-3. Chiude la sua esperienza in Campania dopo due stagioni, durante le quali raccoglie complessivamente 43 presenze e 3 reti.

#### Rennes
Il 30 luglio 2024 viene ufficializzato il suo passaggio a titolo definitivo per 7 milioni di euro al Rennes, con cui firma un contratto valido fino al 30 giugno 2027.

#### Prestiti a Hoffenheim e Genoa
Il 3 febbraio 2025 passa in prestito all'Hoffenheim. Al termine della stagione, dopo 11 presenze, torna in Francia.
Il 29 luglio 2025 ritorna in prestito al Genoa.

### Nazionale
Dopo aver rappresentato la Norvegia in tutte le formazioni giovanili (dall'Under-16 all'Under-20), il 28 agosto 2018 riceve la prima convocazione in nazionale Under-21 in vista della partita contro l'Azerbaigian del successivo 16 ottobre, valida per le qualificazioni al campionato europeo 2019; in tale incontro, pareggiato 1-1, disputa tutti e novanta i minuti di gioco.
Il 25 marzo 2022 fa il suo esordio con la nazionale maggiore nell'amichevole vinta 2-0 contro la Slovacchia. Il 17 novembre seguente, in occasione dell'amichevole vinta 1-2 contro l'Irlanda, realizza la sua prima rete con la Norvegia.

## Statistiche

### Presenze e reti nei club
Statistiche aggiornate al 15 agosto 2025.
| Stagione        | Club            | Campionato      | Campionato | Campionato | Coppe nazionali | Coppe nazionali | Coppe nazionali | Coppe continentali | Coppe continentali | Coppe continentali | Supercoppe | Supercoppe | Supercoppe | Totale | Totale |
| Stagione        | Club            | Comp            | Pres       | Reti       | Comp            | Pres            | Reti            | Comp               | Pres               | Reti               | Comp       | Pres       | Reti       | Pres   | Reti   |
| --------------- | --------------- | --------------- | ---------- | ---------- | --------------- | --------------- | --------------- | ------------------ | ------------------ | ------------------ | ---------- | ---------- | ---------- | ------ | ------ |
| 2017            | Molde           | ES              | 1          | 0          | CN              | 0               | 0               | -                  | -                  | -                  | -          | -          | -          | 1      | 0      |
| gen.-mar. 2018  | Molde           | ES              | 0          | 0          | CN              | 0               | 0               | UEL                | -                  | -                  | -          | -          | -          | 0      | 0      |
| Totale Molde    | Totale Molde    | Totale Molde    | 1          | 0          |                 | 0               | 0               |                    | -                  | -                  |            | -          | -          | 1      | 0      |
| mar.-giu. 2018  | Viking          | 1D              | 11         | 0          | CN              | 2               | 0               | -                  | -                  | -                  | -          | -          | -          | 13     | 0      |
| 2018-2019       | Brighton        | PL              | 0          | 0          | FACup+CdL       | 0               | 0               | -                  | -                  | -                  | -          | -          | -          | 0      | 0      |
| 2019-2020       | St. Pauli       | 2L              | 28         | 1          | CG              | 1               | 0               | -                  | -                  | -                  | -          | -          | -          | 29     | 1      |
| 2020-2021       | Coventry City   | FLC             | 39         | 3          | FACup+CdL       | 1+0             | 0               | -                  | -                  | -                  | -          | -          | -          | 40     | 3      |
| 2021-gen. 2022  | Stoke City      | FLC             | 13         | 1          | FACup+CdL       | 0+2             | 0               | -                  | -                  | -                  | -          | -          | -          | 15     | 1      |
| gen.-giu. 2022  | Genoa           | A               | 14         | 0          | CI              | 1               | 1               | -                  | -                  | -                  | -          | -          | -          | 15     | 1      |
| 2022-2023       | Napoli          | A               | 7          | 0          | CI              | 1               | 0               | UCL                | 3                  | 1                  | -          | -          | -          | 11     | 1      |
| 2023-2024       | Napoli          | A               | 25         | 1          | CI              | 1               | 0               | UCL                | 4                  | 1                  | SI         | 2          | 0          | 32     | 2      |
| Totale Napoli   | Totale Napoli   | Totale Napoli   | 32         | 1          |                 | 2               | 0               |                    | 7                  | 2                  |            | 2          | 0          | 43     | 3      |
| 2024-gen. 2025  | Rennes          | L1              | 16         | 1          | CF              | 1               | 0               | -                  | -                  | -                  | -          | -          | -          | 17     | 1      |
| gen.-giu. 2025  | Hoffenheim      | BL              | 11         | 0          | CG              | 0               | 0               | -                  | -                  | -                  | -          | -          | -          | 11     | 0      |
| 2025-2026       | Genoa           | A               | 0          | 0          | CI              | 1               | 0               | -                  | -                  | -                  | -          | -          | -          | 1      | 0      |
| Totale Genoa    | Totale Genoa    | Totale Genoa    | 14         | 0          |                 | 2               | 1               |                    | -                  | -                  |            | -          | -          | 16     | 1      |
| Totale carriera | Totale carriera | Totale carriera | 165        | 7          |                 | 11              | 1               |                    | 7                  | 2                  |            | 2          | 0          | 185    | 10     |

### Cronologia presenze e reti in nazionale
| Cronologia completa delle presenze e delle reti in nazionale ― Norvegia | Cronologia completa delle presenze e delle reti in nazionale ― Norvegia | Cronologia completa delle presenze e delle reti in nazionale ― Norvegia | Cronologia completa delle presenze e delle reti in nazionale ― Norvegia | Cronologia completa delle presenze e delle reti in nazionale ― Norvegia | Cronologia completa delle presenze e delle reti in nazionale ― Norvegia | Cronologia completa delle presenze e delle reti in nazionale ― Norvegia | Cronologia completa delle presenze e delle reti in nazionale ― Norvegia |
| Data                                                                    | Città                                                                   | In casa                                                                 | Risultato                                                               | Ospiti                                                                  | Competizione                                                            | Reti                                                                    | Note                                                                    |
| ----------------------------------------------------------------------- | ----------------------------------------------------------------------- | ----------------------------------------------------------------------- | ----------------------------------------------------------------------- | ----------------------------------------------------------------------- | ----------------------------------------------------------------------- | ----------------------------------------------------------------------- | ----------------------------------------------------------------------- |
| 25-3-2022                                                               | Oslo                                                                    | Norvegia                                                                | 2 – 0                                                                   | Slovacchia                                                              | Amichevole                                                              | -                                                                       |                                                                         |
| 2-6-2022                                                                | Belgrado                                                                | Serbia                                                                  | 0 – 1                                                                   | Norvegia                                                                | UEFA Nations League 2022-2023 - 1º turno                                | -                                                                       |                                                                         |
| 5-6-2022                                                                | Solna                                                                   | Svezia                                                                  | 1 – 2                                                                   | Norvegia                                                                | UEFA Nations League 2022-2023 - 1º turno                                | -                                                                       |                                                                         |
| 9-6-2022                                                                | Oslo                                                                    | Norvegia                                                                | 0 – 0                                                                   | Slovenia                                                                | UEFA Nations League 2022-2023 - 1º turno                                | -                                                                       |                                                                         |
| 12-6-2022                                                               | Oslo                                                                    | Norvegia                                                                | 3 – 2                                                                   | Svezia                                                                  | UEFA Nations League 2022-2023 - 1º turno                                | -                                                                       | 56’                                                                     |
| 24-9-2022                                                               | Lubiana                                                                 | Slovenia                                                                | 2 – 1                                                                   | Norvegia                                                                | UEFA Nations League 2022-2023 - 1º turno                                | -                                                                       |                                                                         |
| 27-9-2022                                                               | Oslo                                                                    | Norvegia                                                                | 0 – 2                                                                   | Serbia                                                                  | UEFA Nations League 2022-2023 - 1º turno                                | -                                                                       |                                                                         |
| 17-11-2022                                                              | Dublino                                                                 | Irlanda                                                                 | 1 – 2                                                                   | Norvegia                                                                | Amichevole                                                              | 1                                                                       |                                                                         |
| 20-11-2022                                                              | Oslo                                                                    | Norvegia                                                                | 1 – 1                                                                   | Finlandia                                                               | Amichevole                                                              | -                                                                       |                                                                         |
| 25-3-2023                                                               | Malaga                                                                  | Spagna                                                                  | 3 – 0                                                                   | Norvegia                                                                | Qual. Euro 2024                                                         | -                                                                       |                                                                         |
| 28-3-2023                                                               | Batumi                                                                  | Georgia                                                                 | 1 – 1                                                                   | Norvegia                                                                | Qual. Euro 2024                                                         | -                                                                       |                                                                         |
| 17-6-2023                                                               | Oslo                                                                    | Norvegia                                                                | 1 – 2                                                                   | Scozia                                                                  | Qual. Euro 2024                                                         | -                                                                       |                                                                         |
| 20-6-2023                                                               | Oslo                                                                    | Norvegia                                                                | 3 – 1                                                                   | Cipro                                                                   | Qual. Euro 2024                                                         | -                                                                       |                                                                         |
| 7-9-2023                                                                | Oslo                                                                    | Norvegia                                                                | 6 – 0                                                                   | Giordania                                                               | Amichevole                                                              | -                                                                       |                                                                         |
| 12-9-2023                                                               | Oslo                                                                    | Norvegia                                                                | 2 – 1                                                                   | Georgia                                                                 | Qual. Euro 2024                                                         | -                                                                       |                                                                         |
| 12-10-2023                                                              | Larnaca                                                                 | Cipro                                                                   | 0 – 4                                                                   | Norvegia                                                                | Qual. Euro 2024                                                         | -                                                                       |                                                                         |
| 15-10-2023                                                              | Oslo                                                                    | Norvegia                                                                | 0 – 1                                                                   | Spagna                                                                  | Qual. Euro 2024                                                         | -                                                                       |                                                                         |
| 16-11-2023                                                              | Oslo                                                                    | Norvegia                                                                | 2 – 0                                                                   | Fær Øer                                                                 | Amichevole                                                              | -                                                                       | 46’                                                                     |
| 19-11-2023                                                              | Glasgow                                                                 | Scozia                                                                  | 3 – 3                                                                   | Norvegia                                                                | Qual. Euro 2024                                                         | -                                                                       | [ 41 ]                                                                  |
| 22-3-2024                                                               | Oslo                                                                    | Norvegia                                                                | 1 – 2                                                                   | Rep. Ceca                                                               | Amichevole                                                              | -                                                                       |                                                                         |
| 26-3-2024                                                               | Oslo                                                                    | Norvegia                                                                | 1 – 1                                                                   | Slovacchia                                                              | Amichevole                                                              | -                                                                       | 87’                                                                     |
| 5-6-2024                                                                | Oslo                                                                    | Norvegia                                                                | 3 – 0                                                                   | Kosovo                                                                  | Amichevole                                                              | -                                                                       |                                                                         |
| 8-6-2024                                                                | Brøndbyvester                                                           | Danimarca                                                               | 3 – 1                                                                   | Norvegia                                                                | Amichevole                                                              | -                                                                       | 19’                                                                     |
| 6-9-2024                                                                | Almaty                                                                  | Kazakistan                                                              | 0 – 0                                                                   | Norvegia                                                                | UEFA Nations League 2024-2025 - 1º turno                                | -                                                                       |                                                                         |
| 9-9-2024                                                                | Oslo                                                                    | Norvegia                                                                | 2 – 1                                                                   | Austria                                                                 | UEFA Nations League 2024-2025 - 1º turno                                | -                                                                       |                                                                         |
| 10-10-2024                                                              | Oslo                                                                    | Norvegia                                                                | 3 – 0                                                                   | Slovenia                                                                | UEFA Nations League 2024-2025 - 1º turno                                | -                                                                       | 46’                                                                     |
| 14-11-2024                                                              | Lubiana                                                                 | Slovenia                                                                | 1 – 4                                                                   | Norvegia                                                                | UEFA Nations League 2024-2025 - 1º turno                                | -                                                                       |                                                                         |
| 17-11-2024                                                              | Oslo                                                                    | Norvegia                                                                | 5 – 0                                                                   | Kazakistan                                                              | UEFA Nations League 2024-2025 - 1º turno                                | -                                                                       |                                                                         |
| 22-3-2025                                                               | Chișinău                                                                | Moldavia                                                                | 0 – 5                                                                   | Norvegia                                                                | Qual. Mondiali 2026                                                     | -                                                                       | 37’                                                                     |
| 6-6-2025                                                                | Oslo                                                                    | Norvegia                                                                | 3 – 0                                                                   | Italia                                                                  | Qual. Mondiali 2026                                                     | -                                                                       | 71’                                                                     |
| 9-6-2025                                                                | Tallinn                                                                 | Estonia                                                                 | 0 – 1                                                                   | Norvegia                                                                | Qual. Mondiali 2026                                                     | -                                                                       | 90’                                                                     |
| Totale                                                                  |                                                                         | Presenze                                                                | 31                                                                      |                                                                         | Reti                                                                    | 1                                                                       |                                                                         |

## Palmarès

### Club

#### Competizioni giovanili
- Norgesmesterskapet G19: 2

Molde: 2016, 2017

#### Competizioni nazionali
- Campionato italiano: 1

Napoli: 2022-2023